# Jozef Marchevský
Jozef Marchevský [jozef marcheuský] (* 2. ledna 1952 Radatice) je bývalý slovenský fotbalový útočník. Jeho mladší bratr Vladimír Marchevský byl také ligový fotbalista.

## Fotbalová kariéra
V lize hrál za Lokomotivu Košice, VP Frýdek-Místek, Baník Ostrava a TJ Vítkovice. V lize nastoupil ve 155 utkáních a dal 28 gólů. Získal 2 ligové tituly s Baníkem Ostrava. V Poháru vítězů pohárů nastoupil ve 2 utkáních a v Poháru UEFA v 1 utkání. Za reprezentační B-tým nastoupil v 1 utkání.

## Ligová bilance
| Ročník                                     | Zápasy | Góly | Klub              |
| ------------------------------------------ | ------ | ---- | ----------------- |
| 1. československá fotbalová liga 1972/1973 | 5      | 1    | Lokomotíva Košice |
| 1. československá fotbalová liga 1976/1977 | 30     | 14   | VP Frýdek-Místek  |
| 1. československá fotbalová liga 1978/1979 | 10     | 0    | Baník Ostrava     |
| 1. československá fotbalová liga 1979/1980 | 15     | 0    | Baník Ostrava     |
| 1. československá fotbalová liga 1980/1981 | 3      | 0    | Baník Ostrava     |
| 1. československá fotbalová liga 1981/1982 | 27     | 6    | TJ Vítkovice      |
| 1. československá fotbalová liga 1982/1983 | 27     | 6    | TJ Vítkovice      |
| 1. československá fotbalová liga 1983/1984 | 27     | 1    | TJ Vítkovice      |
| 1. československá fotbalová liga 1984/1985 | 11     | 0    | TJ Vítkovice      |
| CELKEM                                     | 155    | 28   |                   |